# Alcide Núñez
Alcide "Yellow" Nuñez fue un clarinetista norteamericano de jazz tradicional, nacido en St. Bernard Parish, localidad cercana a Nueva Orleans (Luisiana), el 17 de marzo de 1884. Falleció el 2 de septiembre de 1934, en su ciudad de residencia.

## Historial
Comenzó a estudiar clarinete en 1902, tras dejar la guitarra. Trabajó en Nueva Orleans con Papa Jack Laine y otros músicos, antes de trasladarse a Chicago, donde entró a formar parte de la Original Dixieland Jazz Band (1916), aunque sólo permaneció con la banda unos meses, debido a su inestabilidad derivada del abuso del alcohol. Nick La Rocca lo despidió un par de semanas antes de que se realizaran las históricas grabaciones del grupo. Nuñez regresó a Nueva Orleans.
En 1919, después de pasar por varias formaciones y tocar en Nueva York y nuevamente Chicago, Nuñez se incorporó al grupo del baterista Anton Lada, los Louisiana Five. Con esta formación, grabaría un buen número de discos. Cuando se deshizo la banda, en 1922, Nuñez estuvo grabando en Nueva York con el trombonista Tom Brown y girando con su propia banda por Texas y el oeste, además de permanecer algunas semanas en el Kelly's Stables de Chicago. En 1927 retornó definitivamente a Nueva Orleans, donde continuó tocando con su banda hasta su fallecimiento.
Poseedor de un estilo peculiar, derivado de su empeño en prescindir de la trompeta-líder típica del hot, Nuñez no obtuvo nunca una proyección pública adecuada a su calidad. Su forma de tocar influyó en algunos músicos posteriores, como Pee Wee Russell.